# Miglionico
Miglionico é uma comuna italiana da região da Basilicata, província de Matera, com cerca de 2.632 habitantes. Estende-se por uma área de 88 km², tendo uma densidade populacional de 30 hab/km². Faz fronteira com Ferrandina, Grottole, Matera, Montescaglioso, Pomarico.

## Demografia
| Variação demográfica do município entre 1861 e 2011                               |
|                                                                                   |
| Fonte: Istituto Nazionale di Statistica (ISTAT) - Elaboração gráfica da Wikipedia |